# Societat Catalana de Química
La Societat Catalana de Química (SCQ) és una societat filial de l'Institut d'Estudis Catalans de la qual formen part químiques i químics dels Països Catalans.
Va ser creada el 1931 com una secció de la Societat Catalana de Ciències Físiques, Químiques i Matemàtiques (SCCFQM) al departament de Ciències de l'IEC. Després el cop d'estat franquista va entrar en la clandestinitat des de la fi de la guerra civil (1939) fins 1976 quan les activitats van poder normalitzar-se. Des de principi dels anys 1980 els socis van començar a actuar per escindir en quatre societats filials de l'IEC per a cada especialitat (química, enginyeria, matemàtic i física), una divisió que va esdevenir efectiva el 1987.
Organitza activitats educatives i científiques que tenen estreta relació amb la química. També és un punt de trobada dels químics de Catalunya per intentar incrementar els coneixements de la química dins la comunitat.

## Activitats destacades
Organitza l'exposició «Molècules que ens han canviat la vida» ideada per la doctora Pilar González Duarte a la seu de l'Institut d'Estudis Catalans.
Organitza l'exposició «Tot es química» ideada per la doctora Pilar González Duarte al Museu de la ciència i la tècnica de Catalunya.
Publica la periòdicament la versió catalana actualitzada i revisada de la Taula periòdica dels elements i des de l'any 2000 la revista anual Revista de la SCQ accessible en línia.

### Premis
Des de 2021 atorga els Premis de Recerca de la Societat Catalana de Química (Premi a l’Excel·lència Científica i Premi al Talent Científic Emergent), els Premis d’Educació de la Societat Catalana de Química (Premi a l’Excel·lència Educativa i Premi a la Innovació Educativa) i el Premi de la Societat Catalana de Química a l’Activitat Divulgadora.
|      | Premis de Recerca                               | Premis de Recerca                                | Premis d'Educació           | Premis d'Educació   | Premi a l'Activitat Divulgadora |
| ---- | ----------------------------------------------- | ------------------------------------------------ | --------------------------- | ------------------- | ------------------------------- |
|      | Excel·lència Científica                         | Talent Científic Emergent                        | Excel·lència Educativa      | Innovació Educativa |                                 |
| 2023 | Arjan W. Kleij                                  | Carla Casadevall Serrano i Sílvia Osuna Oliveras | - (Desert)                  | Lídia Feliu Soley   | Pilar González Duarte           |
| 2022 | Clara Viñas Teixidor i Joan O. Grimalt Obrador. | Pablo Gago Ferrero i Max García Melchor          | - (Desert)                  | Anna Rigol Parera   | Jordi Díaz Marcos               |
| 2021 | Jaume Veciana Miró                              | Clàudia Climent Biescas i Aleix Comas Vives      | Maria Luisa Salgado Vallvey | - (Desert)          | Claudi Mans Teixidó             |

Cada any atorga uns premis als millors treballs de recerca sobre química al batxillerat.
També lliura el Premi de la Societat Catalana de Química, instituït l'any 1962 i ofert a un treball de fi de grau de química realitzat per alumnat d'universitats de terres de llengua catalana. Es convoca anualment dins el cartell de premis i de borses d'estudi de l'Institut d'Estudis Catalans (IEC).
Lliura el premi Institut d'Estudis Catalans de Ciències Químiques Antoni de Martí i Franquès. Premi instituït l'any 1964 i ofert a la millor tesi doctoral o al millor treball d'investigació sobre ciències químiques. Es convoca cada tres anys i s'ha lliurat per darrera vegada el 2021.